# David Gérard
Pour les articles homonymes, voir Gérard et Gerard David.

a Compétitions nationales et continentales officielles uniquement.

b Matchs officiels uniquement.
Dernière mise à jour le 29 août 2023.
David Gérard, né le 26 novembre 1977 à Toulon dans le Var, est un joueur français de rugby à XV évoluant au poste de deuxième ligne. Il a joué en équipe de France et au sein de l'effectif du Stade toulousain, du Racing-Métro 92 ou encore au Stade phocéen Marseille Vitrolles jusqu'en 2011.
Avec le Stade toulousain, il remporte deux Coupe d'Europe en 2003 et 2005 ainsi qu'une fois le championnat de France en 2001.

## Biographie
Formé à l'US Mourillon puis au RC Toulon, David Gérard joue successivement avec le CA Bègles-Bordeaux de 1997 à 2000, le Stade toulousain de 2000 à septembre 2005, les Northampton Saints de 2005 à 2007, le Racing Métro 92 de 2007 à 2009 avant de rejoindre le Stade phocéen en 2009. Il honore son unique cape internationale en équipe de France le 16 juin 1999 contre l'équipe des Tonga.

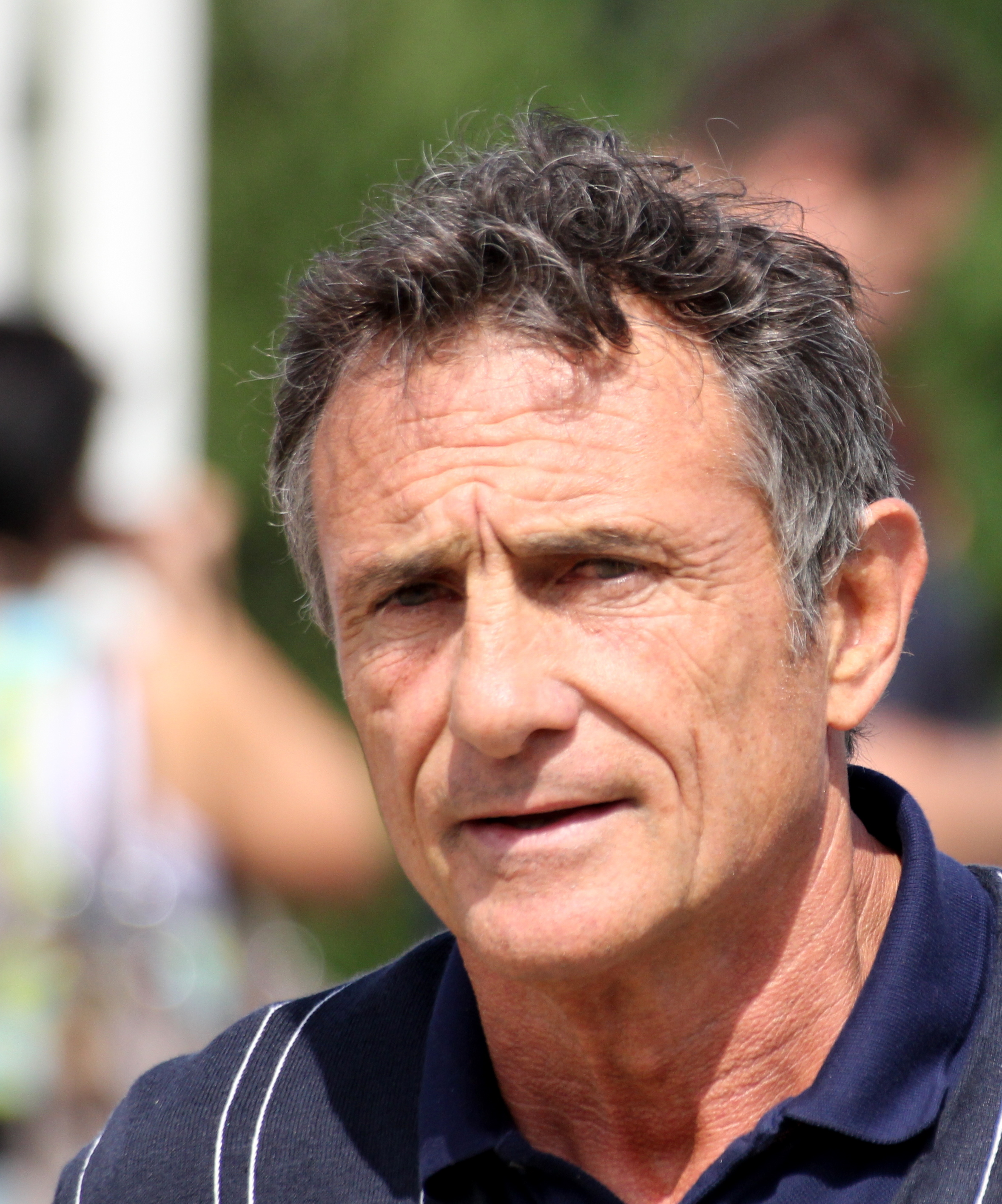
Guy Novès, ici en 2011, est l'entraîneur de David Gérard de 2000 à 2005.

Dès sa première saison au Stade toulousain, le club se qualifie en finale du championnat, pour affronter l'AS Montferrand au Parc des Princes. Il est titulaire, associé en deuxième ligne à Hugues Miorin, pour une victoire 34 à 22 des toulousains. Il gagne ainsi le Bouclier de Brennus.
En 2003, le Stade toulousain se qualifie en finale de coupe d'Europe face à l'USA Perpignan. Il est titulaire au côté du capitaine Fabien Pelous. En remportant cette finale 22 à 17, les toulousains deviennent champions d'Europe. Cette deuxième ligne est également alignée en finale du championnat, mais les toulousains s'inclinent 32 à 18 face au Stade français.
En 2004, le Stade toulousain revient en finale de coupe d'Europe face aux London Wasps. Trevor Brennan lui est alors préféré en deuxième ligne, il commence le match sur le banc avant de remplacer l'irlandais en cours de match. Les toulousains s'inclinent 27 à 20 et ne parviennent pas à gagner un deuxième titre européen consécutif.
En 2005, ils arrivent à se qualifier une troisième fois consécutive en finale de coupe d'Europe face au Stade français. David Gérard remplace cette fois Romain Millo-Chluski en cours de match. Les haut-garonnais sont de nouveau champion d'Europe en s'imposant 12 à 18 après prolongation.
En 2011, après avoir mis un terme à sa carrière, il revient à Toulouse pour entraîner l'Avenir Fonsorbais Rugby Féminin. Il contribue au rapprochement du club avec le Stade toulousain. À partir de 2013, l'équipe féminine peut profiter des installations du voisin toulousain. En 2014, l'Avenir Fonsorbais Rugby Féminin devient le Stade toulousain rugby féminin. En 2015, il arrête d'entraîner l'équipe féminine afin de se consacrer à son poste d'entraîneur des crabos. Il reste cependant co-président du Stade toulousain rugby féminin jusqu'à son intégration à l'association Stade toulousain en 2017.
En parallèle, il devient en 2012 également l'entraîneur de l'équipe crabos du Stade toulousain. Il quitte ce poste lorsqu'il part entraîner Béziers en 2017.
Depuis 2013, il est consultant pour Sud Radio.
Le 27 décembre 2016, il devient entraîneur des avants de l'AS Béziers auprès du nouvel entraîneur en chef David Aucagne. Après deux ans et demi, il quitte le club pour rejoindre le Lyon olympique universitaire rugby, dont le manager est Pierre Mignoni. Il s'y occupe des avants du club et en partie de l'entraînement des espoirs. Tous les deux nés en 1977, Gérard et Mignoni ont été formés ensemble au RC Toulon.
Il quitte le LOU en 2021 pour devenir entraîneur principal de l'US Montauban en Pro D2. Il est remercié par le club le 29 octobre 2022 après un début de saison marqué par quatre défaites consécutives et une dernière place au classement du Pro D2.
En 2023, il intègre l'encadrement de l'équipe du Portugal dirigé par le français Patrice Lagisquet pour la Coupe du monde 2023.
Il devient également consultant pour Canal+. Il commente des matchs de Pro D2 sur les antennes de Canal+ Sport.

## Palmarès

### Joueur
Avec le Stade toulousain
- Coupe d'Europe :
  - Vainqueur (2) : 2003 et 2005
  - Finaliste (1) : 2004
- Championnat de France de première division :
  - Champion (1) : 2001
  - Vice-champion (1) : 2003

Avec le Racing Métro 92
- Championnat de France de Pro D2 :
  - Champion (1) : 2009

Avec le Stade phocéen
- Championnat de France de Fédérale 2 :
  - Champion (1) : 2011

### Entraîneur
- Championnat de France Élite 2 Armelle Auclair :
  - Champion (1) : 2015
  - Vice-champion (1) : 2014

## Statistiques

### En club
Il dispute 57 matchs en compétitions européennes :
- 42 en coupe d'Europe avec Bègles (1998-99), le Stade toulousain (2000-2001, 2001-2002, 2002-2003, 2003-2004, 2004-2005) et les Northampton Saints (2006-2007)
- 15 en challenge européen avec le CA Bègles-Bordeaux et les Northampton Saints.

### En équipe nationale
- 1 sélection en 1999
- 28 sélections en France A

## Bilan en tant qu'entraîneur
| Saison      | Club                      | Division                | Poste   | Classement                                 | Coupe d'Europe                | Challenge européen |
| ----------- | ------------------------- | ----------------------- | ------- | ------------------------------------------ | ----------------------------- | ------------------ |
| 2013 - 2014 | Avenir fonsorbais féminin | Elite 2 Armelle Auclair | Avants  | Défaite en finale                          | -                             | -                  |
| 2014 - 2015 | Stade toulousain féminin  | Elite 2 Armelle Auclair | Avants  | Champion de France Elite 2 Armelle Auclair | -                             | -                  |
| 2016 - 2017 | AS Béziers                | Pro D2                  | Avants  | 10e                                        | -                             | -                  |
| 2017 - 2018 | AS Béziers                | Pro D2                  | Avants  | 5e, éliminé en barrages                    | -                             | -                  |
| 2018 - 2019 | AS Béziers                | Pro D2                  | Avants  | 8e                                         | -                             | -                  |
| 2019 - 2020 | Lyon OU                   | Top 14                  | Avants  | 2e (arrêt du championnat)                  | Éliminé en poule              | -                  |
| 2020 - 2021 | Lyon OU                   | Top 14                  | Avants  | 9e                                         | Éliminé en huitième de finale | -                  |
| 2021 - 2022 | US Montauban              | Pro D2                  | Manager | 8e                                         | -                             | -                  |